# Sambongbangi
Sambongbangi is een bestuurslaag in het regentschap Grobogan van de provincie Midden-Java, Indonesië. Sambongbangi telt 5429 inwoners (volkstelling 2010).